# Gustav Maass

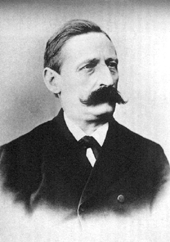
Gustav Maass.

Gustav Friedrich Hermann Maass (* 2 de diciembre de 1830, Brandenburg an der Havel - † 28 de abril de 1901, Altenhausen) fue un botánico e investigador aficionado. 
- La abreviatura «G.Maass» se emplea para indicar a Gustav Maass como autoridad en la descripción y clasificación científica de los vegetales.[1]

## Biografía
Su padre era docente de escuela. Concurre al Colegio de Brandeburgo, donde se recibe de maestro, y enseña en Kunst- y en Handelsgärtner. En 1848 se emplea de auxiliar en Hundisburg del botánico y horticulturista Hermann von Nathusius.
Posteriormente se enrola en la carrera militar como artillero en la "Brigada de Artillería de Brandenburgo". En 1855 es oficial de Artillería, y aún asciende en 1860. Permanecerá doce años en servicio activo, desarrollándose como docente en la Escuela de la Brigada en Magdeburg, y luego pasaría a Berlín.
Finalizado su servicio militar, acepta en 1862 un cargo como oficial de la "Sociedad de Bomberos de Magdeburgischen " en Altenhausen, pemaneciendo allí hasta su deceso.
Hacia fines de 1866 se vincula con los naturalistas Albert Bölte y Maximilian Wahnschaffe, que habían fundado una sociedad científica en Walbeck, siendo presidente de 1874 a 1896. Dentro de esa asociación, Maass llevó a cabo extensos estudios de la flora regional. 
Ayudado por sus amigos los botánicos Paul Ascherson y Ludwig Schneider, realiza excursiones florísticas. Los resultados de esos trabajos los publica: " Flora von Magdeburg " de 1877. 
En sus estudios botánicos, su principal interés fueron las Frutilla, consiguiendo hasta la atención internacional. También en lo forestal, en las montañas de Alvensleben descubre Maass varios Rubus nuevos. En su honor se nombra el específico Rubus maassii (hoy Rubus glaucovirens).
Maass coopera con Wilhelm Fockes y le envía duplicados de su herbario Ruborum Germaniae. También mantuvo correspondencia con el botánico danés Otto Gelert.
También trabajó en estudios históricos de monumentos prehistóricos, como por ej. Hünengräber.
De sus expediciones para rescatar especímenes de la flora u objetos históricos, obtuvo una inmensa colección.

## Obra
- Rubus glaucovirens. Eine neue Magdeburgische Brombeere. En Abhandlungen des Botanischen Vereins der Provinz Brandenburg, 162ff., 1870
- Die Wüstungen des Kreises Neuhaldensleben, 1899